# Młody i niewinny
Młody i niewinny (ang. Young and Innocent) – brytyjski thriller kryminalny z 1937 roku, w reżyserii Alfreda Hitchcocka. Film jest adaptacją powieści Josephine Tey.

## Treść
Młody mężczyzna zostaje niesłusznie oskarżony o zabicie aktorki, z którą kiedyś łączył go romans...

## Główne role
- Nova Pilbeam – Erica Burgoyne
- Derrick De Marney – Robert Tisdall
- Percy Marmont – Burgoyne
- Edward Rigby – Old Will
- John Longden – inspektor Kent
- Mary Clare – ciocia Eriki
- Basil Radford – wujek Eriki
- Pamela Carme – Christine